# 光荚含羞草
光荚含羞草（学名：Mimosa sepiaria）为豆科含羞草属下的一个种。

## 扩展阅读
- 維基物種上的相關：光荚含羞草